# Kawęczyn (Sochaczew)
Pour les articles homonymes, voir Kawęczyn.
Kawęczyn (prononciation [kaˈvɛnt͡ʂɨn]) est un village de la gmina de Teresin dans le powiat de Sochaczew et dans la voïvodie de Mazovie dans le centre-est de la Pologne.

## Histoire
De 1975 à 1998, la ville est attachée administrativement à l'ancienne Voïvodie de Skierniewice.

Depuis 1999, elle fait partie de la nouvelle voïvodie de Mazovie.